# Bădește, Stara Zagora
Bădește (în bulgară Бъдеще) este un sat în comuna Stara Zagora, regiunea Stara Zagora,  Bulgaria. 

## Demografie
Componența etnică a satului Bădește
     Bulgari (28,07%)
     Romi (4,67%)
     Nicio identificare (67,24%)
     Altele (0%)
La recensământul din 2011, populația satului Bădește era de 406 locuitori. Nu există o etnie majoritară, locuitorii fiind bulgari (28,07%) și romi (4,67%). Pentru 67,24% din locuitori nu este cunoscută apartenența etnică.